# کودکان (فیلم ۱۹۸۴)
«کودکان» (فرانسوی: Les enfants‎) فیلمی در ژانر کمدی به کارگردانی مارگریت دوراس است که در سال ۱۹۸۴ منتشر شد. از بازیگران آن می‌توان به آندری دوسولیه اشاره کرد.